# Suemus
Suemus is een geslacht van spinnen uit de  familie van de Philodromidae (renspinnen).

## Soorten
- Suemus atomarius Simon, 1895
- Suemus orientalis Simon, 1909
- Suemus punctatus Lawrence, 1938
- Suemus tibelliformis Simon, 1909
- Suemus tibelloides Caporiacco, 1947